# The Hound of the Baskervilles (pel·lícula de 1978)
The Hound of the Baskervilles és una pel·lícula britànica de comèdia de 1978 que parodia la novel·la homònima de 1902, escrita per Arthur Conan Doyle. És protagonitzada per Peter Cook com a Sherlock Holmes i Dudley Moore com el Dr. Watson; també hi apareixen altres actors de comèdia britànica coneguts, com Terry-Thomas, Kenneth Williams i Denholm Elliott.

## Argument
El famós detectiu Sherlock Holmes (Peter Cook) i el seu inseparable ajudant, el Doctor Watson (Dudley Moore), reben la visita de l'home que regenta les extenses possessions d'una família noble, els Baskerville, i els explica les estranyes circumstàncies en què ha mort Sir Charles. El marmessor els contracta per investigar-ho, ja que segons una llegenda local, tots els senyors de la casa moriran atacats per un gos gegantí, que s'apareix amb la intenció de mossegar els hereus.

## Repartiment
- Peter Cook com a Sherlock Holmes
- Dudley Moore com a Doctor Watson / Mr. Spiggot / Mrs. Ada Holmes / pianista
- Denholm Elliott com a Stapleton
- Joan Greenwood com a Beryl Stapleton
- Hugh Griffith com a Frankland
- Irene Handl com a Mrs. Barrymore
- Terry-Thomas com a Dr. Mortimer
- Max Wall com a Arthur Barrymore
- Kenneth Williams com a Sir Henry Baskerville
- Roy Kinnear com a Ethel Seldon
- Dana Gillespie com a Mary Frankland
- Lucy Griffiths com a Iris
- Penelope Keith com a recepcionista de saló de massatges
- Jessie Matthews com a Mrs. Tinsdale
- Prunella Scales com a Glynis
- Josephine Tewson com a monja
- Rita Webb com a Elder Masseuse
- Henry Woolf com a botiguer
- Spike Milligan com a agent de policia

## Recepció
La pel·lícula va rebre crítiques aclaparadorament negatives, i va ser descrita de diverses maneres com a "una tasca" i "un gran caos", amb gran part de la culpa a la direcció de Morrissey, sobretot tenint en compte el gran talent còmic implicat. Pràcticament tot el repartiment estava format per actors còmics coneguts i respectats al Regne Unit i a l'estranger.
La pel·lícula va quedar inèdida fins al 1981 als Estats Units, mercat pel qual va ser reduïda a 78 minuts, i diverses de les seves escenes van ser eliminades.